# Speedball (jeu vidéo)
Pour les articles homonymes, voir Speedball.
Speedball est un jeu vidéo de sport futuriste développé par The Bitmap Brothers et édité par Image Works en 1988 sur Amiga et Atari ST. Le jeu fut adapté sur Commodore 64, DOS, Master System et NES.

## Système de jeu
Le jeu oppose deux équipes dans un sport futuriste mélangeant football américain et handball. Chaque équipe est composée de cinq joueurs, dont un gardien. Les joueurs portent le ballon avec les mains et utilisent les pieds pour faire des passes ou des tirs. L'objectif est de faire rentrer le ballon dans le but adverse par tous les moyens. Les rencontres sont de nature violente ; le règlement du jeu autorise notamment de tacler l'adversaire, même s'il ne porte pas la balle.
Le jeu propose un mode championnat, un mode coupe et un mode deux joueurs.
Le terrain de jeu est entièrement clos et intègre des éléments caractéristiques du flipper comme des bumpers (qui repoussent la balle) et des "trous dans les parois (qui avalent la balle et la fait réapparaître de l'autre côté du terrain). Il est possible de faire rebondir la balle sur les parois pour feinter l'adversaire. Des multiples bonus disposés sur le terrain rendent les parties indécises : amélioration ou réduction des compétences des joueurs, paralysie du joueur, inversion des commandes, augmentation du temps de jeu, etc.

## Équipe de développement
- Graphismes : Mark Coleman
- Programmation : Steve Kelly
- Musique : David Whittaker

## Accueil
À sa sortie, la presse spécialisée considère Speedball comme le meilleur représentant de sa catégorie. Le jeu est jugé innovant, bien réalisé et passionnant en mode deux joueurs. Il reçoit diverses distinctions comme le prix Golden Joysticks du meilleur jeu de l'année 1989. Il s'agit du deuxième jeu des Bitmap Brothers (après Xenon) et si la popularité du studio anglais explosa avec leur production suivante, Xenon 2: Megablast, il est déjà considéré comme une référence par certains rédacteurs.
Notes :
ACE : 862/1000 • Commodore User : 92% • Mean Machines : 79 % (MS) • ST Amiga Format : 80% • Tilt : 16/20 • Zzap!64 : 91%

## Les versions
Sorti à la fin de l'année 1988 sur Amiga et Atari ST, le jeu a été adapté sur Commodore 64 et DOS (CGA, EGA) en 1989 et sur Master System et NES en 1991. Sur la console de Nintendo, le jeu est rebaptisé Klash Ball, probablement pour éviter l'analogie avec les « speeds », à savoir les amphétamines dans leur usage détourné.
En 2011, les Bitmap Brothers reviennent en force sur iPhone et iPad.

## La série
- 1988 - Speedball
- 1990 - Speedball 2: Brutal Deluxe
- 2000 - Speedball 2100
- 2008 - Speedball 2: Tournament
- 2011 - Speedball 2: Evolution
- 2013 - Speedball 2 HD